# 曹限东
曹限东（1968年8月19日—）生于中国北京市，已退役的中国职业足球运动员，司职中场，职业生涯先后效力于北京国安、青岛海牛、北京宽利等队，2001年退役。
2002年，任国少队助理教练，打进芬兰世少赛。